# Ул. Чудовищно 10
„Ул. Чудовищно 10“ (на английски: 10 Cloverfield Lane) е американски филм от 2016 г. на режисьора Дан Траченбърг. Главните роли се изпълняват от Джон Гудмън, Мери Елизабет Уинстед и Джон Галахър младши. Това е вторият филм от поредица Чудовищно.

## Заснемане
Снимките започват на 20 октомври 2014 г. в Ню Орлиънс, Луизиана. Филмът е заснет в хронологичен ред и е използвана само една снимачна площадка. Сцените, включващи експлозиви, огън и пушек, са заснети в началото на декември 2014 г. в Ханвил, Луизиана. Снимките приключват на 15 декември 2014 г.